# آنا لوجينوفا
آنا لوجينوفا (بالروسية: Анна Валерьевна Логинова)‏ (وبالروسية: Анна Логинова،من مواليد 3 سبتمبر 1978 - والمُتوفاة في 27 يناير 2008) هي عارضة أزياء روسية وعملت لاحقاً كحارسة شخصية. لقد أدارت وكالة لتوظيف الحراس الشخصيين من الإناث، تم تدريب بعضهن من قِبَل هيئة أمن الدولة بالاتحاد السوفيتي KGB، لتوفير حماية سرية لمليارديرات موسكو وزوجاتهم وعشيقاتهم. قُتلت لوجينوفا في حادثة خطف السيارات في موسكو. ووصفت لوجينوفا بأنها أشهر الحراس الشخصيين في روسيا.

## مهنتها في مجال عرض الأزياء والحراسة الشخصية
عملت لوجينوفا كعارضة أزياء في الحملات الإعلانية لشانيل وبي إم دبليو. ظهرت لوجينوفا أيضًا عارية تقريبًا في عدد ديسمبر من النسخة الروسية لمجلة مكسيم.
تعلمت لوجينوفا تقنيات فنون القتال وبدأت إدارة شركة أمنية اسمها ستيتل(والتي تعني حرفياً خنجر)، وهي شركة متخصصة في تزويد حراس شخصيين من الإناث في عام 2005. ويشمل استخدام الحراس الشخصيين الإناث مرافقة الشخص المحمي إلى مطعم حيث يكون الحراس الشخصيون للذكور أكثر ظهوراً وبشكل عام مطلوب منهم الانتظار في الخارج.

## موتها
وفقًا لصحيفة ديلي ميل ومصادر أخرى، تُوفيت لوجينوفا من جروح في الرأس أصيبت بها أثناء التمسك بمقبض باب سيارتها البورش كايان أثناء جرها على طول الشارع بسرعة عالية أثناء محاولة سرقة سيارتها. وبحسب ما ورد، فقد تم إخراجها من السيارة، إلا أنها تمسكت بمقبض الباب قبل تلقي إصاباتها القاتلة بالرأس. وذكرت الشرطة أنها توفيت في مكان الحادث حيث كانت تبلغ من العمر 29 عامًا. ُعُثر على السيارة المسروقة في جنوب غرب موسكو، إلا أنه لم يتم العثور على الخاطف. تركت لوجينوفا طفلاً وراءها، ودُفنت في مقبرة يوليبيشيفو في فلاديمير.